# オスマン帝国の従属国

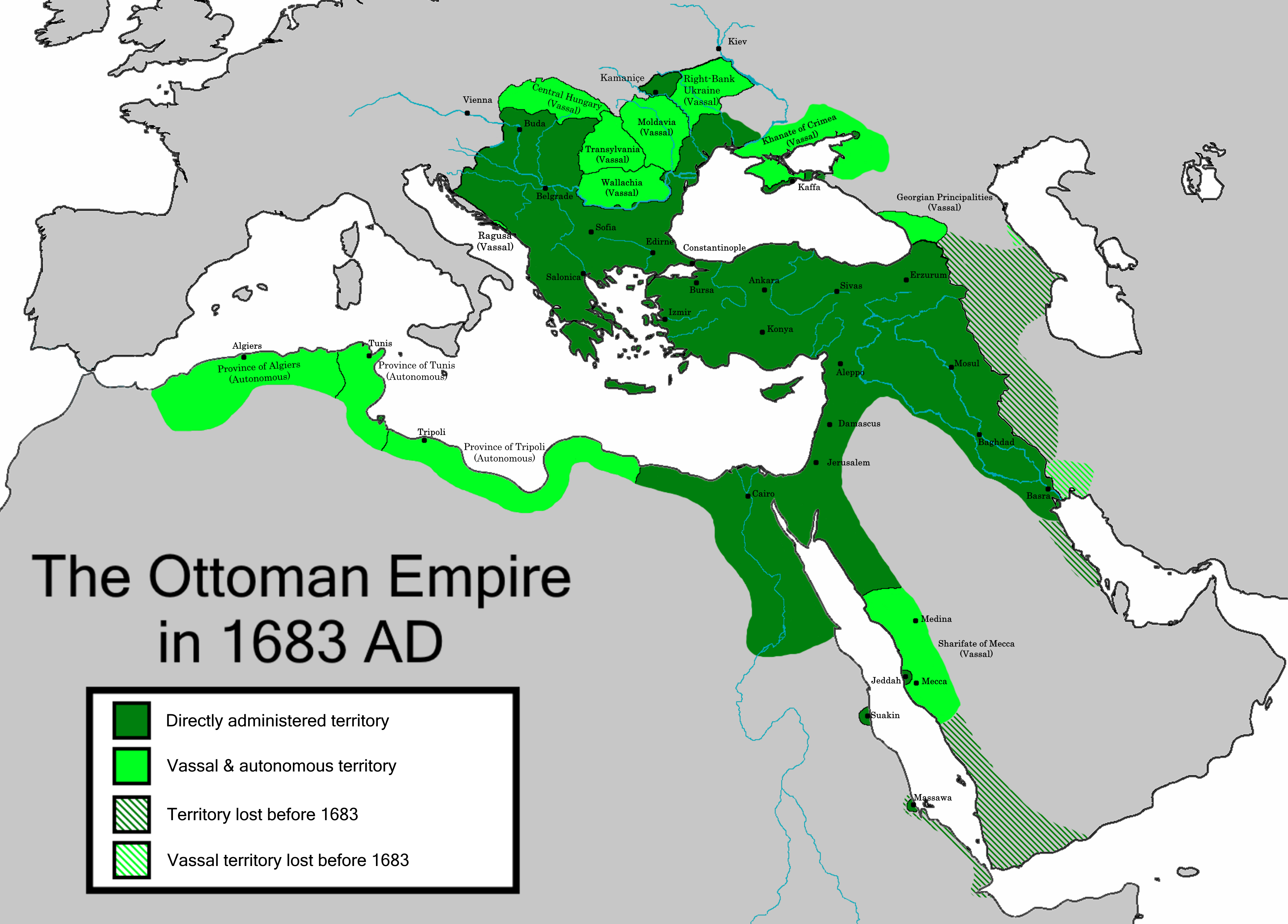
中東で最も勢力を誇った時代のオスマン帝国。従属国も含む。

オスマン帝国は、その歴史を通じて多くの従属国や朝貢国を有していた。  属国はオスマン帝国に定期的に朝貢を行っており、それは両国の主従関係の証であると理解されていた。  オスマン帝国の属国は、一定の特権と引き換えに、オスマン帝国からの要請があれば支援を提供する義務を負っていた。  また、属国の多くは朝貢国であった。  
従属国の多くは、現代で言う衛星国や傀儡国といったものであり、オスマン帝国の周辺部に位置し、ポルテの宗主権下にあったが、さまざまな理由から完全な支配は確立されていなかった。  

## 役割
オスマン帝国は最初、従属国にわずかな年貢しか要求しなかった。 後になると、オスマン帝国は従属国の王子の息子を人質に取ること、王子が毎年一度宮殿に来て忠誠を誓うこと、スルタンの遠征に支援部隊を派遣することを要求した。 それに加えて、従属国の王子はスルタンの仲間や敵を自らの仲間のように扱うことが求められた。 もしこれらの義務を怠れば、土地はガーズィーの襲撃を受けるダルハーブ（敵領土）とされる。

## 状態
- エヤレト制度内のいくつかの国家には、サンジャクに属する、あるいはその地位を継承したサンジャク・ベイ（サムツヘ・サアタバゴ、一部のクルド系サンジャクなど）、 指導者の選出が許された地域（アルバニア、エピルス、モレア（マニ半島）は、名目上はエーゲ海諸島州の一部であったが、マニオット人のベグはポルテの属領、 または独立したエヤレト[2] （バルバロスのアルジェ摂政領、[3] オスマン領チュニジア、マグレブのカラマンリー朝、後のエジプト副王領）があった。
- エヤレト制度外部には、モルダヴィア、ワラキア、トランシルヴァニアなど、オスマン帝国に朝貢し、Porteが統治者の指名権や退位権、駐留権、外交政策支配権を持つ国家があった。 その国家はオスマン帝国によってダール・アル・アハドの一部とみなされたため、自治を維持することが許され、帝国本土のようなイスラム法の下にはなかった。そのため、オスマン帝国の国民やムスリムは、その土地に永住することも、モスクを建てることも許されなかった。[4]
- ラグサのようないくつかの国家は、全領土を貢納し、オスマン帝国の宗主権を承認した。
- また、メッカ首長国のように、オスマン帝国の宗主権を認めながらも、ポルテから補助を受けていた国家もあった。 メッカとメディナの支配国として、オスマン帝国のスルタンたちは、ハッジとウムラの保護と巡礼者の安全な通行を保証することになっていた。 アミール・アル・ハッジは、この決まりを保証するためにスルタンが任命した武官である。
- 19世紀になると、オスマン帝国の領土が縮小するにつれて、オスマン帝国から離脱したいくつかの国家は属国の地位にあったが、その後完全に独立した。 そのいくつかの国家は独自の外交政策や独自の軍隊を持つなど、事実上の独立国であり、セルビア公国、ルーマニア公国、ブルガリア公国がそうだった。
- ハプスブルク家が王領ハンガリーの一部を、ヴェネツィアがザンテを貢納したように、オスマン帝国と法的には結ばれていたがオスマン帝国が所有していなかった領土を朝貢した国もあった。

また、クリミア・ハン国の（少なくとも名目上は）従属国であったノガイ・オルダやチェルケス人のような二次的な従属国や、オスマン帝国の従属下であった北アフリカのベイベルベイに貢納するベルベル人やアラブ人もいた。

## リスト

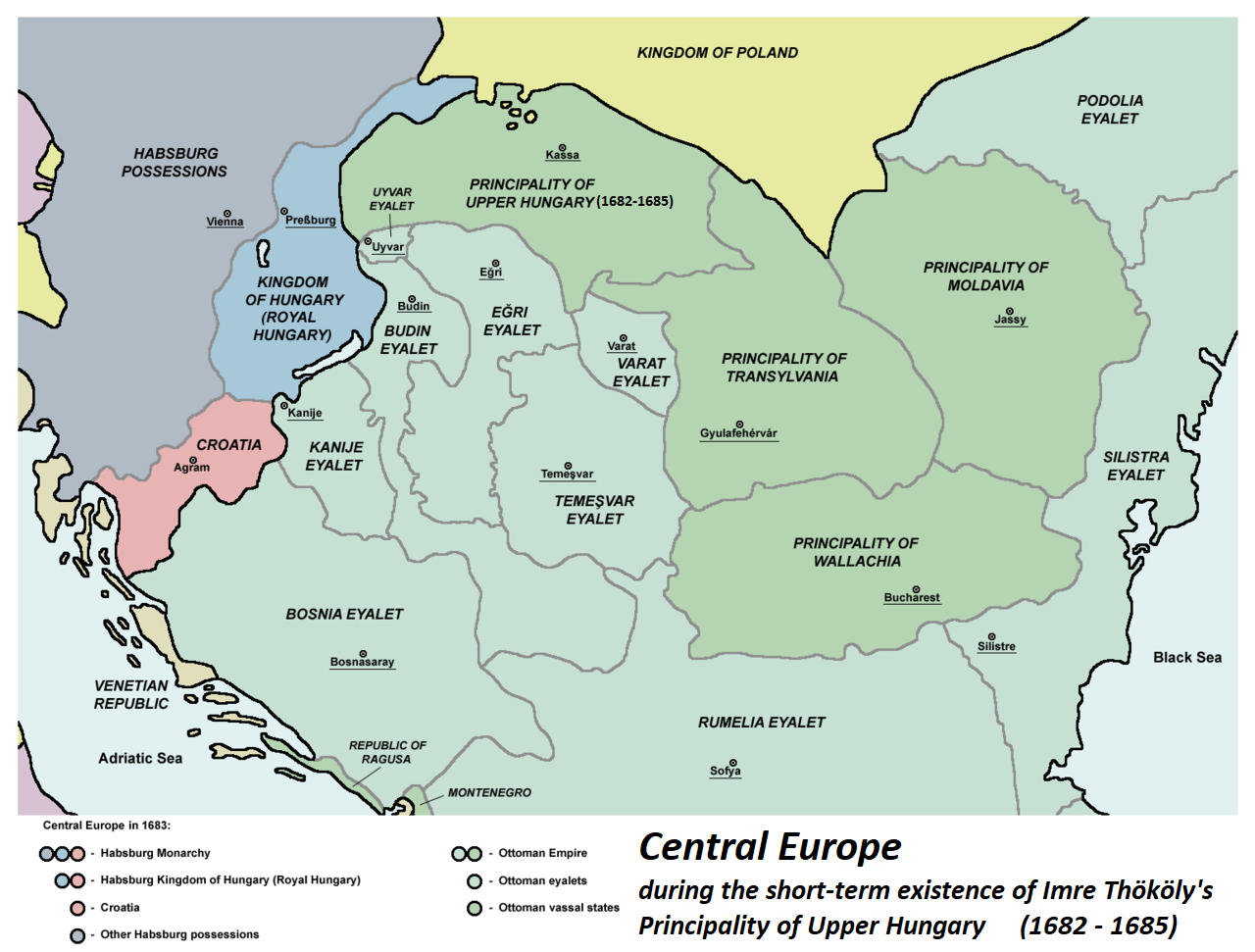
1683年当時のオスマン帝国の属国を示す地図。

- ビザンツ帝国 1371年 - 1320年2月、1403年、1424年 - 1426年4月、1453年
  - モレアス専制公領 (1422年 - 1470年)
  - トレビゾンド帝国 (1456年 - 1461年)
- プリレプ領地 (1371年 - 1395年)
- デヤノヴィチ家 (1371年 - 1395年)
- ワラキア公国 (エフラク)、 1396年 - 1397年、 1417年 - 1861年 多少の中断あり。
- セルビア専制公国 (1402年 - 1459年)
- 第二次ブルガリア帝国 (14世紀)
- モルダヴィア公国 (ボーダン)、 1456年 - 1457年、 1503年 - 1861年 多少の中断あり。
- ラグサ共和国 (1458年 - 1808年)
- マラッカ王国、 (1459年 - 1477年) スルタン・マンスール・シャーの時代。
- クリミア・ハン国 (クリム汗国)、 1478年 - 1774年
  - ブジャク・オルダ (?年 - 1807年)
  - チェルケス人の公国と部族
  - カバルダ (?年 - 1739年)
  - エディサン (1684年 - 1760年代)
- 山岳レバノン首長国
  - マアーン家 (1516年 - 1697年)
  - シハーブ家 (1697年 - 1840年)
- メッカ首長国 (1517年 - 1803年)
- フンジスタン (1556年 - 1821年)
- カザン・ハン国 (カザン汗国)、 1523年: カザンがクリミア・ハン国に一時征服され、サヒブ1世ギレイがハーンに即位。[5]
- アルジェ摂政領
- オスマン領トリポリタニア
- オスマン領チュニジア
- カラマン君侯国
- ヤニナ・パシャリク
- トンブクトゥ・パシャリク
- ベラト・パシャリク
- シュコドラ・パシャリク
- プリズレン連盟
- 東ハンガリー王国 (1526年 - 1551年、1556年 - 1570年)
- アダル・スルタン国
- ナクソス公国 (1537年、1565年[6] - 1579年)
- オマーン帝国 (1602年 - 18世紀)
- サムツヘ・サアタバゴ (アダベグ国) (1500年 - 1515年)
- ポーランド・リトアニア共和国 1672年 - 1676年
- ワッタース朝 (1554年)
- イメレティ王国 (1555年 - 1804年)
  - サメグレロ公国 (1557年 - 1803年)
  - グリア公国 (1614年 - 1810年)
  - アブハジア公国 (1555年 - 1810年)
- ボルヌ帝国 (1603年)
- ワダイ帝国
- エチオピア帝国 (1541年 - 18世紀)
- ヒラーリー朝モルディブ、 1565?年 - 1737?年[7]
- トランシルヴァニア公国 (エルデル)、 1570年 - 1699年 多少の中断あり。
- スワヒリ都市国家 (1583年)
- アチェ王国、 1569年 - 1903年[8]
- サアド朝 (1576年)
- ボヘミア王国、 1620年、ボヘミア王フリードリヒ1世の下で一時的に行われた。[9]
- ハラール首長国 (1647年 - 1887年)
- クルド首長諸国 (16世紀から19世紀)
- モンテネグロ公国 (カラダグ)、 (1696年 - 1878年)
- ヘーチマン国家: オスマン帝国の保護国とサンジャク (1655年 - 1663年) と (1669年6月 - 1685年)
- 上ハンガリー公国 (現在のスロバキア)、 1682年 - 1685年 テケリ・イムレの元[10]
  - ドナウ川のシーチ
- イラク・マムルーク朝 (1704年 - 1831年)
- ホータキー朝[11]
- ダルフール・スルターン国[12] (1915年)
- イオニア七島連邦国 (1800年 - 1807年)
- セルビア公国 (シルビスタン)、 1815年 - 1878年 (事実上の独立は1867年) (実質的な独立は1878年)
- ジャバル・シャンマル王国、 1836年 - 1921年[13]
- ナジュド首長国[14]
- ルーマニア連合公国 (ロマンニャ)、 1862年 - 1877年
- カシュガリア (1865年 - 1877年)
- エジプト副王領 (ミスル)、 1867年 - 1914年: 実質的にはオスマン帝国の従属国であったが、1882年からはイギリスの占領下に置かれた。オスマン帝国が中央同盟国として第一次世界大戦に参戦すると、オスマン帝国の従属国から離脱し、「エジプト・スルターン国」として再成立、イギリスとフランスがオスマン帝国に宣戦布告した1914年11月5日にイギリスの保護領として宣言された。 また、イギリスは1914年11月5日まで、キプロス（1878年のキプロス条約以来イギリスの施政下にあったが、名目上はまだオスマン帝国領）を正式に併合した。
- ブルガリア公国 (ブルガリスタン)、 1878年 - 1908年: 事実上の独立。
- サモス公国 (スィサム)、 1835年 - 1912年: キリスト教皇太子の下、自治属領として成立。第一次バルカン戦争でギリシャに併合。
- 東ルメリア (ドグ・ルメリ)、 1878年 - 1885年: 1878年7月13日、ベルリン条約により自治州として成立。1885年9月6日、ブルガリア公国と個人的な同盟を結んだが、実質的にはオスマン帝国の支配下にあった。1908年10月5日にブルガリアに併合。
- キプロス (クブルス)、 1878年 - 1914年: 1878年6月4日のキプロス条約により、オスマン帝国の宗主権下にイギリス統治が確立。オスマン帝国が第一次世界大戦に参戦した1914年11月5日、イギリスによって併合。
- カタール (カタル)、 1872年 - 1913年
- クレタ州 (ギリット)、 1898年 - 1912/13年: キリスト教総督をトップとする国際監督下の属国として成立。 1908年、クレタ議会は一方的にギリシャとの同盟を宣言し、島は1912年にギリシャに占領され、1913年に事実上併合。